# Filip Rønningen Jørgensen
Filip Rønningen Jørgensen (Kragerø, 2002. május 27. –) norvég korosztályos válogatott labdarúgó, az Odd középpályása.

## Pályafutása

### Klubcsapatokban
Filip Rønningen Jørgensen a norvégiai Kragerøben született. Az ifjúsági pályafutását a helyi Kragerø IF-nél kezdte, majd 2019-ben igazolt át az első osztályban szereplő Odd utánpótlás-nevelő akadémiájához.
2017-ben mutatkozott be alacsonyabb ligákban a Kragerø felnőtt csapatában, ahol 12 mérkőzése alatt 12 gólt szerzett. 2019-ben az Odd tartalékcsapatában folytatta a labdarúgást. 2020-ban debütált az első csapatban. Először a 2020. június 21-ei, Strømsgodset elleni mérkőzésen lépett pályára. Első gólját a 2021. május 24-ei, Sarpsborg 08 elleni találkozón szerezte. A 2021. december 5-ei mérkőzésen a klub színeiben megszerezte második gólját a Viking ellen.

### A válogatottban
2021-ben mutatkozott be a norvég U20-as válogatottban. Jørgensen a 2021. október 7-ei, Portugália elleni mérkőzésen a 84. percben Halvor Rødølen Opsahl cseréjeként debütált. Pályára lépett még az október 11-ei, Lengyelország elleni Elite League mérkőzésen is.

## Statisztikák
2023. április 16. szerint
| Klub     | Szezon   | Osztály     | Bajnokság | Bajnokság | Kupa  | Kupa | Nemzetközi | Nemzetközi | Összesen | Összesen |
| Klub     | Szezon   | Osztály     | Meccs     | Gól       | Meccs | Gól  | Meccs      | Gól        | Meccs    | Gól      |
| -------- | -------- | ----------- | --------- | --------- | ----- | ---- | ---------- | ---------- | -------- | -------- |
| Odd      | 2020     | Eliteserien | 23        | 0         | —     | —    | —          | —          | 23       | 0        |
| Odd      | 2021     | Eliteserien | 28        | 2         | 1     | 0    | —          | —          | 29       | 2        |
| Odd      | 2022     | Eliteserien | 28        | 3         | 3     | 3    | —          | —          | 31       | 6        |
| Odd      | 2023     | Eliteserien | 2         | 1         | 1     | 0    | —          | —          | 3        | 1        |
| Összesen | Összesen | Összesen    | 81        | 6         | 5     | 3    | 0          | 0          | 86       | 9        |